# Sarcoglanidinae
Sarcoglanidinae là một phân họ cá da trơn thuộc họ Trichomycteridae. Nó bao gồm 6 chi, Ammoglanis, Malacoglanis, Microcambeva, Sarcoglanis, Stauroglanis, and Stenolicmus.

## Nơi sinh sống
Tất cả chi trừ Microcambeva đặc hữu sông Amazon; Microcambeva được biết đến từ phía đông nam Brasil. Dù chúng hiếm có ở bộ sưu tập bảo tàng, người ta cho rằng sarcoglanidines hiện diện khắp lưu vực Amazon cũng như lưu vực Orinoco.
Sarcoglanidines thường sinh sống ở bờ cát của sông và suối. Chúng sống ở cát và ăn minute arthropods.